# Church of All Worlds

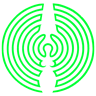
Dearinth – Das offizielle Zeichen der Church of All Worlds, Inc.

Die Church of All Worlds (CAW) ist eine neopaganistische, US-amerikanische religiöse Gruppierung, die sich der Erweckung von Gaia verschrieben hat. In den Worten der Selbstpräsentation der Organisation: "The mission of the Church of All Worlds is to evolve a network of information, mythology and experience that provides a context and stimulus for reawakening Gaia and reuniting Her children through tribal community dedicated to responsible stewardship and the evolution of consciousness."
CAW wurde 1962 von Oberon Zell-Ravenheart (geboren: Timothy Zell), dem Primat der Kirche, Richard Lance Christie und einigen Freunden gegründet; eine der Inspirationen der Freundesgruppe war der Roman Stranger in a Strange Land von Robert A. Heinlein, dessen Protagonist eine Kirche desselben Namens gründet; der Roman wurde zu der Zeit in den USA breit gelesen und wird stark mit Tendenzen der Hippie-Bewegung in Verbindung gebracht. Bald stieß auch die spätere Frau Oberon Zell-Ravenhearts zu CAW, Diana Moore alias Morning Glory Zell-Ravenheart, die das Wort Polyamory eingeführt haben soll (die Praxis wird in Heinleins Roman beschrieben, aber nicht mit diesem Wort benannt) und zu einer Priesterin innerhalb der Kirche wurde.
Im Roman sammelt der Protagonist "Wasserbrüder" um sich; parallel nennen die Mitglieder der CAW sich "Waterkin". Zudem organisiert sich CAW, wie die Kirche in der literarischen Vorlage, in "Nestern"; auch werden die im Roman verwendeten Ausdrücke "Thou art God" and "Drink Deep" in CAW-Publikationen gerne benutzt. Heinlein selbst war nie Mitglied der Kirche, hat aber mit Zell-Ravenheart korrespondiert und war Abonnent des offiziellen Organs der Kirche, "Green Egg".
CAW wurde 1968 als erste „Naturreligion“ (Earth Religion) offiziell als 501(c) organization in den USA anerkannt und besteht bis heute.